# Mont Fleuri
Mont Fleuri é um distrito de Seicheles localizada na região central da Ilha de Mahé com  5.613 km² de área.  
Em 2021 a população foi estimada em 3,473 habitantes com uma  densidade de 618.8km², já de acordo com o censo de 2010 a população é de 3,419 habitantes com 1,717 sendo homens e 1,702 mulheres.